# Syspira armasi
Espèce
Syspira armasi est une espèce d'araignées aranéomorphes de la famille des Miturgidae.

## Distribution
Cette espèce est endémique de République dominicaine. Elle se rencontre dans les provinces de San Juan et de Elías Piña.

## Description
Le mâle holotype mesure 10,4 mm et la femelle paratype 12,1 mm.

## Étymologie
Cette espèce est nommée en l'honneur de Luis F. de Armas.

## Publication originale
- Sánchez-Ruiz, Santos, Brescovit & Bonaldo, 2020 : « The genus Syspira Simon, 1895 (Araneae: Miturgidae) from Hispaniola, with the description of four new species. » Zootaxa, no 4894(3), p. 413-431.